# Kazimierz Sokołowski
Kazimierz Sokołowski, född 26 mars 1908 i Lviv, död i 3 juli 1998 i Tarnów, var en polsk ishockeyspelare. Han var med i det polska ishockeylandslaget under två olympiska spel och kom på fjärde plats 1932 i Lake Placid. 1936 kom laget på nionde plats vid Garmisch-Partenkirchen. 